# SS Leipzig
SS „Leipzig” (niem. Personendampfer (PD) Leipzig) – parowiec bocznokołowy, kursujący na Łabie w ramach Drezdeńskiej Białej Floty. Jednostka została zwodowana w 1929, a wybudowana przez Bauwerft Dresden Laubegast. Jako jedyny w zasobach Floty nie nosi nazwy miasta leżącego nad Łabą.

## Dane techniczne
- długość – 70,1 m
- szerokość – 6,9 m
- szerokość z obudowami bocznych kół łopatkowych – 12,9 m
- miejsc siedzących – 441 (wewnętrznych: 196, zewnętrznych: 245)